# Герега, Галина Фёдоровна
Гали́на Фёдоровна Гере́га (укр. Галина Федорівна Герега; род. 9 августа 1959, Глинец) — украинский предприниматель и общественно-политический деятель, совладелец сети строительных гипермаркетов «Эпицентр». Депутат Киевсовета V и VI созыва от избирательного блока «Гражданский актив Киева». Секретарь постоянной комиссии Киевсовета по вопросам торговли предпринимательства, общественного питания и услуг, секретарь Киевсовета (2011—2014), исполняющая обязанности Киевского городского головы после отставки Леонида Черновецкого (2012—2014).
Состояние Гереги оценивается в $395 млн, она занимает 26-е место в списке Форбс.

## Биография
Родилась 9 августа 1959 года в селе Глинец Яворивского района Львовской области Украины. С 1974 по 1978 год училась в Львовском кооперативном техникуме, а с 1978 по 1983 год — в Киевском торгово-экономическом институте, на технологическом факультете; оба учреждения окончила с отличием.
С 1983 по 1988 год работала мастером производственного обучения в системе профессионально-технического образования при Киевском кулинарном училище, после чего перешла на должность старшего инженера-технолога «Объединения 906» при Высшей Партийной школе. С 1994 по 1998 год находилась на должности заместителя директора предприятия «Глубочица». В 1998—2003 годах Герега работала финансовым директором ООО «Цермет АГС», откуда перешла на должность финансового директора сети строительных гипермаркетов ООО «Эпицентр-К».
20 апреля 2011 года Киевсовет тайным голосованием избрал Герегу на должность секретаря депутата Киевсовета из фракции «Гражданский актив Киева», за такое решение проголосовали 89 из 120 депутатов.
27 мая 2015 года Герега защитила диссертацию на соискание учёной степени кандидата экономических наук в совете по защите диссертаций при Львовской коммерческой академии на тему «Экономическая эффективность функционирования торговых комплексов» (научный руководитель — ректор академии профессор Куцик П. А.).

### Политическая и общественная деятельность
В 2006 году получила мандат депутата Киевсовета, фракция «Гражданский актив Киева». Депутат Киевсовета V и VI созыва. Секретарь постоянной комиссии Киевсовета по вопросам торговли предпринимательства, общественного питания и услуг.
В 2011 году Герега оплатила ремонт в столовой школы-интерната для детей с недостатками умственного развития в Киеве. В том же году была избрана заместителем городского головы — секретарем Киевсовета. За такое решение проголосовали 89 из 90 депутатов, присутствовавших в зале.
В 2012 году баллотировалась в Верховную Раду Украины в 215 округе (г. Киев, Троещина). По результатам голосования, 33,14 % против 32,95 % голосов победу одержал один из её оппонентов, кандидат от ВО «Свобода» Андрей Ильенко. Во время выборов между кандидатами возник конфликт и были замечены попытки фальсификации со стороны Гереги. По словам заместителя председателя ОИК № 215 Игоря Криницы: 

Когда готовились к выезду в ОИК, ко мне подошел заместитель мой, он представитель от Гереги… не хотели бы вы… есть возможность заработать денег. Надо переписать протоколы, четыре тысячи долларов. Я говорю, нет, я таким не занимаюсь. Он говорит, ну пять тысяч
Подсчет голосов на участке, который транслировался вживую журналистом интернет-издания «Левый берег», подтвердил общую победу Ильенко в округе. Представитель Гереги Пётр Ковтун заявил, что сторонники Ильенко осуществляли физическое и моральное давление на членов ОИК. О давлении заявили некоторые члены ОИК, в частности секретарь комиссии Вера Пономарь. Галина Герега проигрыш не признала, заявив, что оппоненты использовали давление на членов ОИК и «грязные технологии».
В 2015 году в одном из своих интервью Галина Герега заявила, что интерес к бизнесу и меценатству у неё больше, чем к политике.
С 2014 года — глава Украинского института исследований экстремизма.
«Сейчас самое важное — научиться решать проблемы без силовых методов, без агрессии, путем диалога, языком согласия. Только то общество, которое небезразлично к проблемам слабых его членов, способно выжить, выстоять и победить», — говорит Герега о цели создания института.
1 ноября 2018 года была включена в список украинских физических лиц, против которых российским правительством введены санкции.

### Семья
Муж — Александр Герега (род. 27 июня 1967, Городок), народный депутат Украины VII и VIII созывов (избран по округу 192 в Хмельницкой области). Сын Тарас (род. 1994), учился в Швейцарии.